# FK Twer
Der FK Wolga Twer (russisch ФК Волга Тверь) ist ein 1957 gegründeter Fußballverein aus der russischen Stadt Twer. Der Club spielt aktuell in der 2. Liga Division B, welche im russischen Ligasystem die vierthöchste Spielklasse darstellt.

## Geschichte
Der Club wurde 1957 noch als Wolga Kalinin gegründet und spielte von 1958 bis 1991 durchgehend in der jeweils dritten sowjetischen Liga, 1963 stieg man als Meister der russischen Staffeln der Klasse B (3. Liga) jedoch in die A2-Klasse, der zweiten unionsweiten Liga auf, spielte dort aber stets gegen den Abstieg, der auch nach der Saison 1970 erfolgte. 1975 gewann der Club den damals unterklassigen Pokal der Russischen SFSR. 1990 änderte der Verein im Rahmen der Umbenennung seiner Heimatstadt seinen Namen in Wolga Twer. Zwei Jahre später wurde der Club von der Stadt Twer an einen Investor verkauft. Dieser gab dem Club den Namen Trion-Wolga Twer (Трион - Волга Тверь). Von nun an spielte die Mannschaft in der neu gegründeten zweiten russischen Liga, der 1. Division, stieg aber als Letzter sofort ab. Nach dem Abstieg in die kurzzeitig bestehende vierte russische semiprofessionelle Liga (3. Liga) kaufte die Stadt Twer den Club 1996 wieder zurück und machte die Namensänderung rückgängig; als Staffelvizemeister gelang zudem der sofortige Wiederaufstieg.
1999 wurde die Klasse nicht gehalten und der Club stieg erstmals seit Vereinsgründung aus den (semi-)professionellen Bereich in den reinen Amateurbereich ab. Nach vier Jahren in der Amateurliga, Staffel Goldener Ring, gelang 2003 der Wiederaufstieg in die dritte russische Liga, 2. Division - Staffel West, an deren Spielbetrieb der Club bis dato teilnimmt. 2020 wurde der Verein in FK Twer (ФК «Тверь») umbenannt.

## Stadion

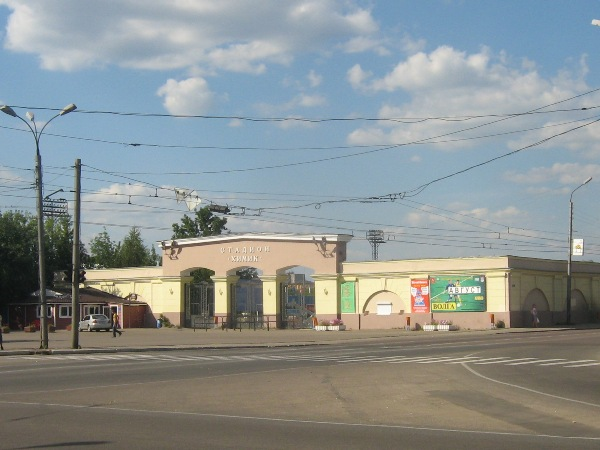
Das Chimik-Stadion

Seine Heimspiele trägt der FK Wolga Twer im 1955 erbauten Chimik-Stadion aus. Das Stadion hat eine Kapazität von 7680 Plätzen, von denen 4000 Sitzplätze sind. Es verfügt über Naturrasen und wurde nach einer umfassenden Sanierung 2004 wiedereröffnet.